# 維斯特 (加利福尼亞州)
維斯特（英語：Wiest）是位於美國加利福尼亞州因皮里爾縣的一個非建制地區。該地的面積和人口皆未知。

## 地理
維斯特的座標為33°03′31″N 115°26′54″W / 33.05861°N 115.44833°W，而該地的平均海拔高度為-41米（即-135英尺）。